# Мусабекова, Айкен
Айкен Мусабекова (каз. Әйкен Мұсабекова; 24 января 1919, Караганда, КазАССР — 7 июня 1992, Алма-Ата) — советская и казахская актриса кино и театра, певица (колоратурное сопрано). Народная артистка Казахской ССР (1985).
Жена народного артиста Казахской ССР Мулюка Суртубаева.

## Биография
Родился 24 января 1919 года в Караганде.
В 1936—1937 годах училась в Казахской оперной студии при Московской консерватории.
С 1937 по 1956 год — актриса Казахского драматического театра Карагандинской области.
С 1956 года — актриса Казахского театра драмы им. М. Ауэзова (Алма-Ата).

### Роли в театре
Казахский национальный академический театр драмы имени М. О. Ауэзова (с 1956 года):
Из казахской и мировой классики и современной драматургии:
- Первая роль — Маржан в спектакле «Ночные раскаты» М. Ауэзова.
- Е. Г. Брусиловский «Кыз Жибек» — Кыз Жибек;
- Е. Г. Брусиловский «Ер таргын» — Акжунус;
- М. О. Ауэзов «Айман—Шолпан» — Айман;
- М. О. Ауэзов «Енлик—Кебек» — Енлик;
- М. О. Ауэзов «Карагоз» — Текти;
- Г. Мусрепов «Козы Корпеш-Баян сулу» — Баян;
- Г. Мусрепов «Акан серэ — Актокты» — Актокты;
- Б. Майлин «Фронт» — Зауре;
- М. О. Ауэзов, Л. Соболева «Абай» — Айгерим;
- Т. Ахтанов «Сауле» — Айша и др.

## Награды и звания
- Народная артистка Казахской ССР (1985);
- Орден «Знак Почёта» (3 января 1959) — за выдающиеся заслуги в развитии казахского искусства и литературы и в связи с декадой казахского искусства и литературы в гор. Москве
- Заслуженная артистка Казахской ССР
- Медали